# Landon Ier de Capoue
Landon ou Lando Ier de Capoue  comte de Capoue en 843 à 861.

## Origine
Lando ou Landon est le fils aîné et successeur de Landolf Ier gastald puis comte de Capoue. Il serait né dans la décennie 820.

## Règne
Lorsque Lando succède à son père en 843 la principauté de Bénévent est déchirée par la guerre civile entre l'usurpateur Radelchis et Siconolf, le frère Sicard le précédent prince de Bénévent assassiné en 839. Sicard craignait les ambitions de son frère et il avait emprisonné Siconolf à Tarente, mais peu de temps après l'élection de Radelchis, les opposants au nouveau prince libèrent Siconolf et l'élisent comme prince. Siconolf et les lombards rebelles choisissent alors Salerne comme de base de leur pouvoir et rallient tous ceux qui souhaitaient s'affranchir de la tutelle de Bénévent comme Landolf le comte de Capoue.
Lando Ier décide de poursuivre la politique paternelle jusqu'à la fin du conflit en 849 qui se termine avec la  « divisio » de la Principauté de Bénévent entre les deux partis avec pour capitales respectives Bénévent et Salerne. Lando est demeuré fidèle à Siconolf afin d'acquérir une autonomie de plus en grande pour Capoue conformément à  l'anecdote, rapportée par le chroniqueur Erchempert, selon laquelle le vieux Landolf avant de mourir avait recommandé à ses quatre fils de veiller au maintien d'un état de conflit permanent entre Bénévent et Salerne afin d'assurer l'indépendance de Capoue. C'est pendant cette guerre civile que Lando reçoit de son prince la délicate mission auprès d'Adelmar l'intendant du Mont-Cassin de saisir une partie du trésor du monastère afin de solder les mercenaires musulmans que Siconolf avait recrutés. Toujours selon Erchempert, Lando aurait également joué un rôle important dans la fin du conflit entre les Lombards de l'Italie du sud en faisant partie de ceux qui ont sollicité l'intervention de Louis II le Jeune dans le sud de la péninsule qui a abouti à la division de 849 entre les deux prétendants. D'après ce document Capoue devenait une partie de la principauté de Salerne. Cette dépendance est toutefois restée toute théorique car Lando Ier refuse rapidement d'obéir à Siconolf. 
Lando tente de renforcer sa position en s'alliant avec le duché de Naples vassal de l'empire byzantin et  adversaires traditionnels des Lombards. L'alliance est concrétisée par l'union de son second fils Landulphe avec une fille anonyme de Serge Ier de Naples. À Salerne, Siconolf meurt peu après en décembre 849 et laisse comme héritier son fils mineur Sicon de Salerne. Ce dernier est renversé en décembre 853 par son régent l'usurpateur Pierre et son fils Adémar de Salerne qui décide ramener Capoue à l'obéissance et pour cela obtient l'alliance de Naples et l'appui du duc Guy Ier de Spolète qui cherchait  à élargir son influence vers le sud de l'Italie.
Lando Ier réagit immédiatement en s'alliant avec le préfet Marin d'Amalfi (859-873), dont la fille avait épousé Pandone, frère du comte de Capoue. Amalfi puissance maritime était comme Capoue intéressée à limiter le pouvoir de sa rivale Salerne. La tentative de reconquête conçue par Adémar échoue finalement, mais le frère de Lando;  Landenolfo, gastald de Teano, serait meurt de désespoir en 859 à la suite des défaites encourues contre le duc de Spolète. Le prince ne renonce pas et afin d'affaiblir le prince de Capoue il capture son allié, le préfet de Marin Amalfi et incite l'un des fils du prince Landulf gastald de Suessula à se joindre à la ligue contre Capoue. En mai 859, une armée de Salernitains de  Napolitains, d'Amalfitains  et de soldats de Suessula, marche contre Capoue. Lando, très malade et complètement paralysé, met à la tête de ses troupes son fils aîné Lando (II) qui livre bataille et remporte une éclatante victoire près du pont Teodemondo sur le Volturno mettant ainsi un terme aux tentatives de Salerne de briser l'indépendance de Capoue. 
Lando avait par ailleurs entrepris de saper l'autorité la principauté rivale en donnant sa fille Landelaica en mariage à Guaifer, un noble, comploteur exilé de Salerne qui l'année de sa mort en août 861 réussit à s'imposer comme prince au détriment d'Adémar de Salerne.
Le règne de Lando est également marqué par l'initiative de son frère l'évêque Landolf qui en 856 malgré l'opposition initiale de Lando, décide de déplacer le centre de l'autorité comtale de la forteresse établie sur la colline Triflisco au site de la ville actuelle en fortifiant et en agrandissant une bourgade située autour d'un pont romain dans un méandre du Volturno. Lando est également à l'origine de l'établissement d'un monastère à Teano. Lando meurt en 861 après un règne de treize ans et huit mois.

## Union et postérité
Lando Ier épouse une certaine Aloara d'origine inconnue qui lui donne une large postérité :
- Landon II de Capoue ;
- Landolf mort ;
- Landenolf ;
- Pierre ;
- Pando ;
- Landelaicha épouse de Guaifer de Salerne.

## Sources
- Venance Grumel, Traité d'études byzantines La Chronologie: Presses universitaires de France, Paris, 1958, « Princes Lombards de Bénévent et de Capoue » p. 418-420.
- Jules Gay, L'Italie méridionale et l'Empire byzantin depuis l'avènement de Basile Ier jusqu'à la prise de Bari par les Normands (867-1071), Albert Fontemoing éditeur, Paris, 1904, p. 636.
- « Chronologie historique des comtes et princes de Capoue » dans L'art de vérifier les dates… .
- (en) Lando I (843-861) sur le site Medieval Lands.
- (la) Erchempert « Historia Langabardorvm Beneventarnorvm » sur le site The Latin Library.
- (it) article Landone de Luigi Andrea Berto dans enciclopedia italiana, Consulté le 21 février 2014.